# Rick Hawn
Rick Hawn (Eugene, 15 de septiembre de 1976) es un artista marcial mixto y judoka estadounidense.

## Trayectoria en artes marciales mixtas

### Campeonatos y logros
- Bellator MMA
  - Campeón de peso ligero de Bellator MMA de la sexta temporada de 2012[3]
  - Campeón de peso wélter de Bellator MMA de la novena temporada de 2013[4]
- Titan Fighting Championship
  - Campeón de peso ligero de Titan FC (1 vez)[5]
- Triumph Fighter
  - Campeón de peso wélter de Triumph Fighter (1 vez)

### Récord
| 25 partidos  | 21 victorias | 4 derrotas |
| ------------ | ------------ | ---------- |
| Por nocaut   | 11           | 1          |
| Por sumisión | 0            | 1          |
| Por decisión | 10           | 2          |

| Resultado | Récord | Oponente         | Método                            | Evento                        | Fecha                    | Ronda | Tiempo | Localización                | Notas                                                 |
| --------- | ------ | ---------------- | --------------------------------- | ----------------------------- | ------------------------ | ----- | ------ | --------------------------- | ----------------------------------------------------- |
| Victoria  | 21–4   | Pat Healy        | Decisión (dividida)               | Titan FC 35                   | 19 de septiembre de 2015 | 5     | 5:00   | Ridgefield, Washington      | Gana el Campeonato de peso ligero de Titan FC.        |
| Victoria  | 20–4   | Derek Loffer     | Decisión (unánime)                | CES 28                        | 13 de marzo de 2015      | 3     | 5:00   | Lincoln, Rhode Island       |                                                       |
| Victoria  | 19–4   | Carlo Prater     | Decisión (unánime)                | Titan FC 32                   | 19 de diciembre de 2014  | 3     | 5:00   | Lowell, Massachusetts       |                                                       |
| Derrota   | 18–4   | Dave Jansen      | Decisión (unánime)                | Bellator 130                  | 24 de octubre de 2014    | 3     | 5:00   | Mulvane, Kansas             |                                                       |
| Derrota   | 18–3   | Douglas Lima     | TKO (parada médica)               | Bellator 117                  | 18 de abril de 2014      | 2     | 3:19   | Council Bluffs, Iowa        | Por el Campeonato vacante de peso wélter de Bellator. |
| Victoria  | 18–2   | Ron Keslar       | KO (golpes)                       | Bellator 109                  | 22 de noviembre de 2013  | 3     | 0:55   | Bethlehem, Pennsylvania     |                                                       |
| Victoria  | 17–2   | Brent Weedman    | Decisión (unánime)                | Bellator 104                  | 18 de octubre de 2013    | 3     | 5:00   | Cedar Rapids, Iowa          | Pelea de la Noche.                                    |
| Victoria  | 16–2   | Herman Terrado   | Decisión (unánime)                | Bellator 100                  | 20 de septiembre de 2013 | 3     | 5:00   | Phoenix, Arizona            |                                                       |
| Victoria  | 15–2   | Karo Parisyan    | KO (golpes)                       | Bellator 95                   | 4 de abril de 2013       | 2     | 1:55   | Atlantic City, Nueva Jersey |                                                       |
| Derrota   | 14–2   | Michael Chandler | Sumisión (rear-naked choke)       | Bellator 85                   | 17 de enero de 2013      | 2     | 3:07   | Irvine, California          | Por el Campeonato de Peso Ligero de Bellator.         |
| Victoria  | 14–1   | Brent Weedman    | Decisión (unánime)                | Bellator 70                   | 25 de mayo de 2012       | 3     | 5:00   | Nueva Orleans, Luisiana     |                                                       |
| Victoria  | 13–1   | Lloyd Woodard    | KO (golpe)                        | Bellator 66                   | 20 de abril de 2012      | 2     | 0:10   | Cleveland, Ohio             |                                                       |
| Victoria  | 12–1   | Ricardo Tirloni  | KO (golpes)                       | Bellator 62                   | 23 de marzo de 2012      | 1     | 2:36   | Laredo, Texas               |                                                       |
| Derrota   | 11–1   | Jay Hieron       | Decisión (dividida)               | Bellator 43                   | 7 de mayo de 2011        | 3     | 5:00   | Newkirk                     |                                                       |
| Victoria  | 11–0   | Lyman Good       | Decisión (dividida)               | Bellator 39                   | 2 de abril de 2011       | 3     | 5:00   | Uncasville                  |                                                       |
| Victoria  | 10–0   | Jim Wallhead     | Decisión (unánime)                | Bellator 35                   | 5 de marzo de 2011       | 3     | 5:00   | Lemoore                     | Debut en peso pluma.                                  |
| Victoria  | 9–0    | LeVon Maynard    | KO (golpes)                       | Bellator 33                   | 11 de octubre de 2010    | 1     | 4:53   | Philadelphia                |                                                       |
| Victoria  | 8–0    | Shonie Carter    | TKO (patada a la cabeza y golpes) | Triumph Fighter 3: Havoc      | 31 de julio de 2010      | 2     | 4:08   | Milford, New Hampshire      | Gana el Campeonato de Peso Wélter de Triumph Fighter. |
| Victoria  | 7–0    | Dennis Olson     | TKO (golpes)                      | Triumph Fighter 2: Inferno    | 5 de junio de 2010       | 2     | 2:02   | Milford, New Hampshire      |                                                       |
| Victoria  | 6–0    | Tom Gallicchio   | Decisión (unánime)                | World Championship Fighting 9 | 26 de febrero de 2010    | 3     | 5:00   | Wilmington, Massachusetts   |                                                       |
| Victoria  | 5–0    | Brendan Weafer   | Decisión (unánime)                | CFX 5: Mayhem in Mansfield    | 12 de septiembre de 2009 | 3     | 5:00   | Mansfield, Massachusetts    |                                                       |
| Victoria  | 4–0    | Bruce Boyington  | TKO (golpes)                      | CFX 3: Rumble in the Jungle   | 20 de junio de 2009      | 1     | 3:03   | Plymouth, Massachusetts     |                                                       |
| Victoria  | 3–0    | Daniel Ford      | TKO (golpes)                      | CFX 2: Thunder in the Dome    | 25 de abril de 2009      | 1     | 1:49   | Milford, New Hampshire      |                                                       |
| Victoria  | 2–0    | Billy Flynn      | KO (golpes)                       | World Championship Fighting 6 | 14 de marzo de 2009      | 1     | 1:12   | Wilmington, Massachusetts   |                                                       |
| Victoria  | 1–0    | Bruno Decosta    | TKO (golpes)                      | CFX 1: Wartown Beatdown       | 17 de enero de 2009      | 1     | 2:01   | Worcester, Massachusetts    |                                                       |

## Trayectoria en judo
Ganó una medalla de bronce en los Juegos Panamericanos de 2007 y dos medallas de bronce en el Campeonato Panamericano de Judo en los años 1999 y 2002.
| Juegos Panamericanos    | Juegos Panamericanos            | Juegos Panamericanos | Juegos Panamericanos |
| Año                     | Lugar                           | Medalla              | Categoría            |
| ----------------------- | ------------------------------- | -------------------- | -------------------- |
| 2007                    | Río de Janeiro (Brasil)         | Medalla de bronce    | –90 kg               |
| Campeonato Panamericano |                                 |                      |                      |
| Año                     | Lugar                           | Medalla              | Categoría            |
| 1999                    | Montevideo (Uruguay)            | Medalla de bronce    | –81 kg               |
| 2002                    | Santo Domingo (Rep. Dominicana) | Medalla de bronce    | –81 kg               |